# لي مين جونغ
لي مين جونغ (16 فبراير 1982) ممثلة من كوريا الجنوبية. بدأت مسيرتها الفنية في عام 2004. متزوجة من الممثل الكوري لي بيونغ هون.

## روابط خارجية
- لي مين جونغ على موقع IMDb (الإنجليزية)
- لي مين جونغ على موقع ميوزك برينز (الإنجليزية)
- لي مين جونغ على موقع أول موفي (الإنجليزية)
- لي مين جونغ على موقع قاعدة بيانات الفيلم (الإنجليزية)
- قالب:Cyworld
- Lee Min-jung at MSteam Entertainment
- Lee Min-jung Fan Cafe at داوم
- Lee Min-jung في هانسينما
- Lee Min-jung على قاعدة بيانات الأفلام الكورية